# Altered Beast
Altered Beast (獣王記?, Jūōki, letteralmente "Cronache del re delle bestie") è un videogioco arcade prodotto da SEGA nel 1988 e in seguito convertito per numerose console e home computer. Molte versioni per computer vennero pubblicate dalla Activision.
Si tratta di un picchiaduro a scorrimento orizzontale con una ambientazione fantasy-mitologica, influenzata particolarmente dalla mitologia greca (nonostante ciò, i protagonisti sono definiti nelle istruzioni come "Centurioni", un titolo più adatto alla Roma antica). Il protagonista della vicenda è un essere umano che, raccogliendo speciali bonus, si trasforma in un licantropo e in altre creature via via più potenti: un drago elettrico, un orso, un uomo tigre, fino al più potente di tutti, il licantropo dorato.

## Trama
All'inizio del gioco appare una visione di Zeus che comanda al protagonista/i di resuscitare dalla sua tomba per salvare sua figlia Atena, rapita dal malefico dio Neff. L'uomo infatti esce magicamente integro da una tomba e il primo livello è una necropoli popolata di zombi (da notare un piccolo easter egg, consistente nei nomi "Alex" e "Stella" che compaiono sulle lapidi: i due sono i protagonisti del videogioco SEGA Alex Kidd).
Alla fine del gioco il giocatore scopre che tutta la vicenda faceva parte delle riprese di un film avventuroso, col protagonista che si toglie la maschera da lupo e beve birra insieme agli altri personaggi.

## Modalità di gioco
La visuale è bidimensionale, di profilo e il protagonista può dunque spostarsi solo in orizzontale, saltare, dare pugni e calci. A volte sono presenti piattaforme rialzate. Molti tipi di nemici mostruosi sopraggiungono da entrambi i lati, alcuni anche volando.
Eliminando i lupi bicefali bianchi si ottengono sfere di energia (Spirit Balls) che vanno raccolte prima che spariscano. Al raccoglimento della prima sfera, i muscoli del protagonista crescono fino a lacerargli la maglia, e i suoi attacchi infliggeranno più danni. Dai suoi pugni e ai suoi calci verrà liberata una piccola fiamma di energia, dello stesso raggio del pugno o del calcio. Catturando la seconda sfera di energia, il protagonista avrà ancora più muscoli e diventerà anche più alto e più massiccio, fino a trasformarsi, al terzo bonus raccolto, in una bestia dotata di due poteri soprannaturali che gli permettono di colpire i nemici a distanza.
Ad ogni livello si riparte dallo stadio di uomo normale, e cambia la creatura in cui il protagonista si trasforma, inclusi i suoi poteri.
Il raggiungimento dello stadio di bestia è funzionale alla battaglia contro i boss di fine livello, sebbene sia anche possibile affrontarli nello stadio umano: a un certo punto del livello, Neff compare nella sua forma umana, per poi allontanarsi se il protagonista non ha ancora raggiunto la forma bestiale (quindi viene dato tempo e modo di raccogliere i bonus mancanti, considerando che i lupi bianchi compaiono in zone sempre meno prevedibili, più avanti si va con i livelli). Alla terza comparsa, Neff si trasformerà nella sua forma demoniaca e partirà lo scontro, a prescindere che il giocatore abbia o meno raccolto i tre bonus per effettuare la trasformazione in bestia, e si dovrà affrontarlo come esseri umani.
La modalità a due giocatori è simultanea e cooperativa, ma i potenziamenti raccolti da un giocatore valgono solo per lui: di conseguenza, Neff fuggirà per due volte anche in questo caso, qualora entrambi i giocatori non avessero raggiunto lo stadio di bestia.

### Livelli
Ci sono cinque livelli, privi di titolo (i titoli seguenti sono solo indicativi).
- La necropoli: ove si risveglia il protagonista, luogo infestato da zombi al comando di Neff. La mutazione in bestia porta il protagonista a diventare un licantropo in grado di lanciare meteore di fuoco e di proiettarsi velocemente in avanti con un calcio di fuoco.
- Il mondo sotterraneo: uno scenario cupo e nebbioso infestato da teste di rane saltellanti, Bizarrian (creatura presente anche in Golden Axe, si potrebbe descrivere come un piccolo incrocio tra un anfibio ed un pappagallo, con la coda a forma di accetta) e serpenti a sonagli con la testa di drago. La mutazione in bestia porta il protagonista a diventare un drago in grado di volare, lanciare scariche elettriche come proiettili e difendersi facendosi avvolgere da un campo elettrico.
- La caverna: qui si affrontano formiche giganti e ibridi tra lumache e tartarughe. La mutazione in bestia porta il protagonista a diventare un orso in grado di pietrificare i nemici con un soffio a corto raggio e di attaccare appallottolandosi con un salto a capriola.
- Il palazzo di Neff: un palazzo di cristallo dove ci imbattiamo in capretti umanoidi esperti in arti marziali, cinghiali armati di tonfa e demoni volanti armati di tridente. La mutazione in bestia porta il protagonista a diventare un uomo-tigre in grado di lanciare sfere di energia di fronte a sé, con una traiettoria oscillante, e di proiettarsi verso l'alto con una ginocchiata infuocata, ed anche verso il basso se si è già in volo.
- La città infuocata di Dite: infernale città di concezione dantesca. La mutazione in bestia porta il protagonista a diventare un licantropo dorato, in grado di lanciare meteore di fuoco blu e di proiettarsi di fronte a sé con un calcio di fuoco blu: trasformazione del tutto identica a quella del primo livello, se non fosse per la differenza di colore nella peluria e negli attacchi che si eseguono.

## Conversioni
Il gioco è stato convertito per un buon numero di console e computer dell'epoca, e incluso in raccolte per piattaforme più moderne, in queste ultime generalmente sotto forma di emulazione dell'originale arcade o della versione Mega Drive, come quella inclusa nella raccolta Sega Smash Pack Volume 1 per Dreamcast e nella Sega Mega Drive Collection per PlayStation 2 e PlayStation Portable. Una conversione molto differente dall'originale è quella per Nintendo Entertainment System sviluppata dalla Asmik Ace, la quale comprende tre livelli inediti con conseguenti tre nuove trasformazioni per il protagonista (tigre, squalo e fenice mannari).
La Tiger Electronics realizzò anche un gioco elettronico portatile LCD basato ufficialmente su Altered Beast nel 1990.

## Sequel
- Altered Beast: Guardian of the Realms (2002) per Game Boy Advance
- Altered Beast (2005) per PlayStation 2